# Flamingor
Flamingor (Phoenicopteridae)  är en liten familj med långhalsade, långbenta, storväxta och mycket sociala semiakvatiska filtrerande vadarfåglar. De är bundna till stora, grunda alkaliska och salina insjöar och dystränder i Afrika, Eurasien och Amerika. Familjen är den enda idag förekommande gruppen i ordningen Phoenicopteriformes, och deras närmaste levande släktingar är förmodligen doppingarna (Podicipedidae).

 Man särskiljer på sex arter, som alla är monotypiska.
Flamingor utgör en ovanlig grupp av fåglar, utrustad med en annorlunda formad näbb, där undernäbben är kraftigare än övernäbben och med en karaktäristisk böj mitt på, och de har ett sätt att födosöka som är unikt bland fåglarna. De är mycket härdiga och har anpassat sig till att leva i habitat som få djur klarar, från havsnivån upp till 5 000 meter över havet. De kan leva i flockar som överstiger en miljon individer och under inledningen av häckningen uppvisar de lekbeteenden som ibland innebär att tusentals fåglar genomför synkroniserade rörelsemönster. 
Genom historien har vissa menat att flamingor är ursprunget till berättelsen om fågeln Fenix, den odödliga röda fågeln som reste sig ur sin egen aska.

## Utseende och fältkännetecken

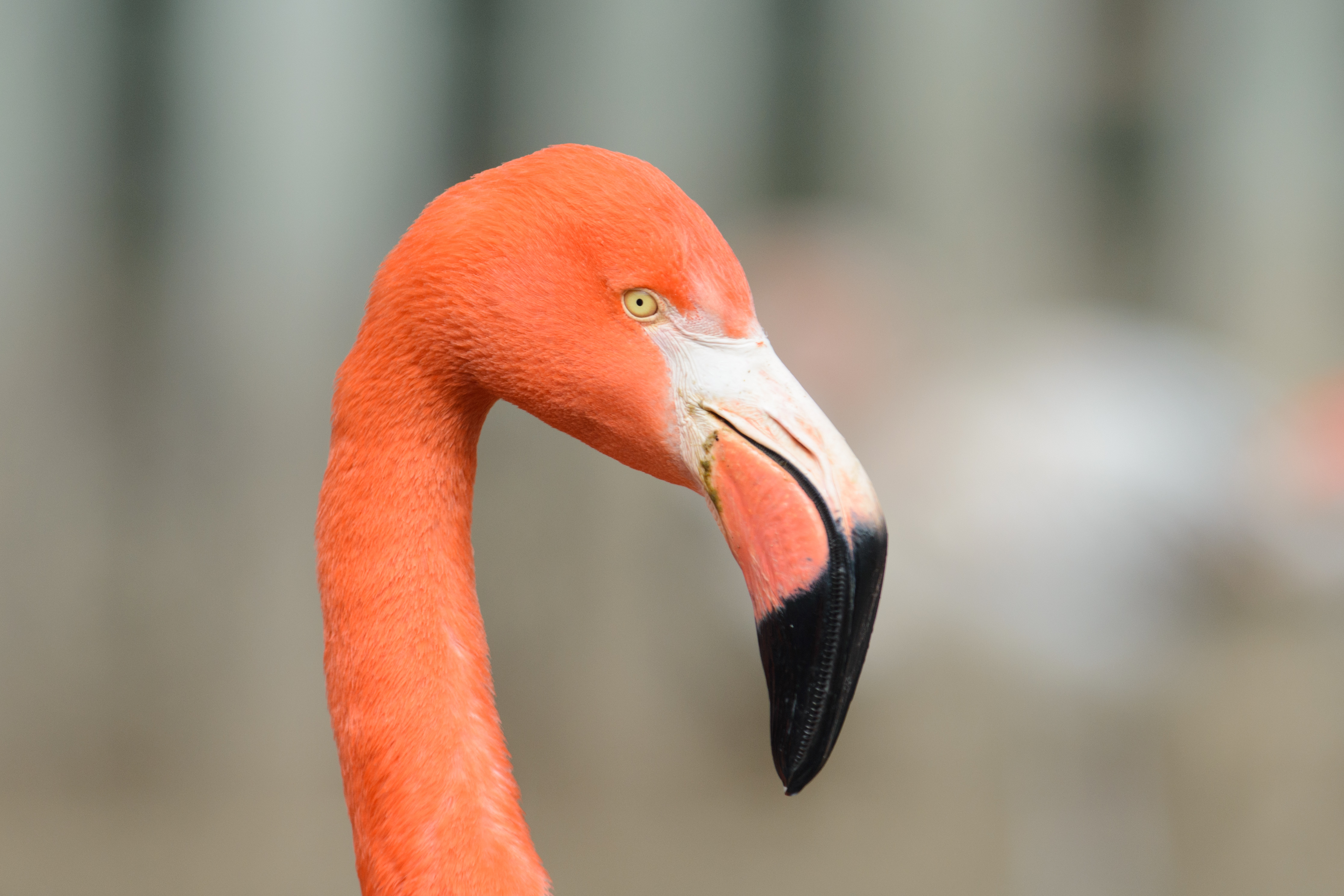
Flamingor – här en karibflamingo (Phoenicopterus ruber) – är filtrerare och har en karakteristisk näbb.

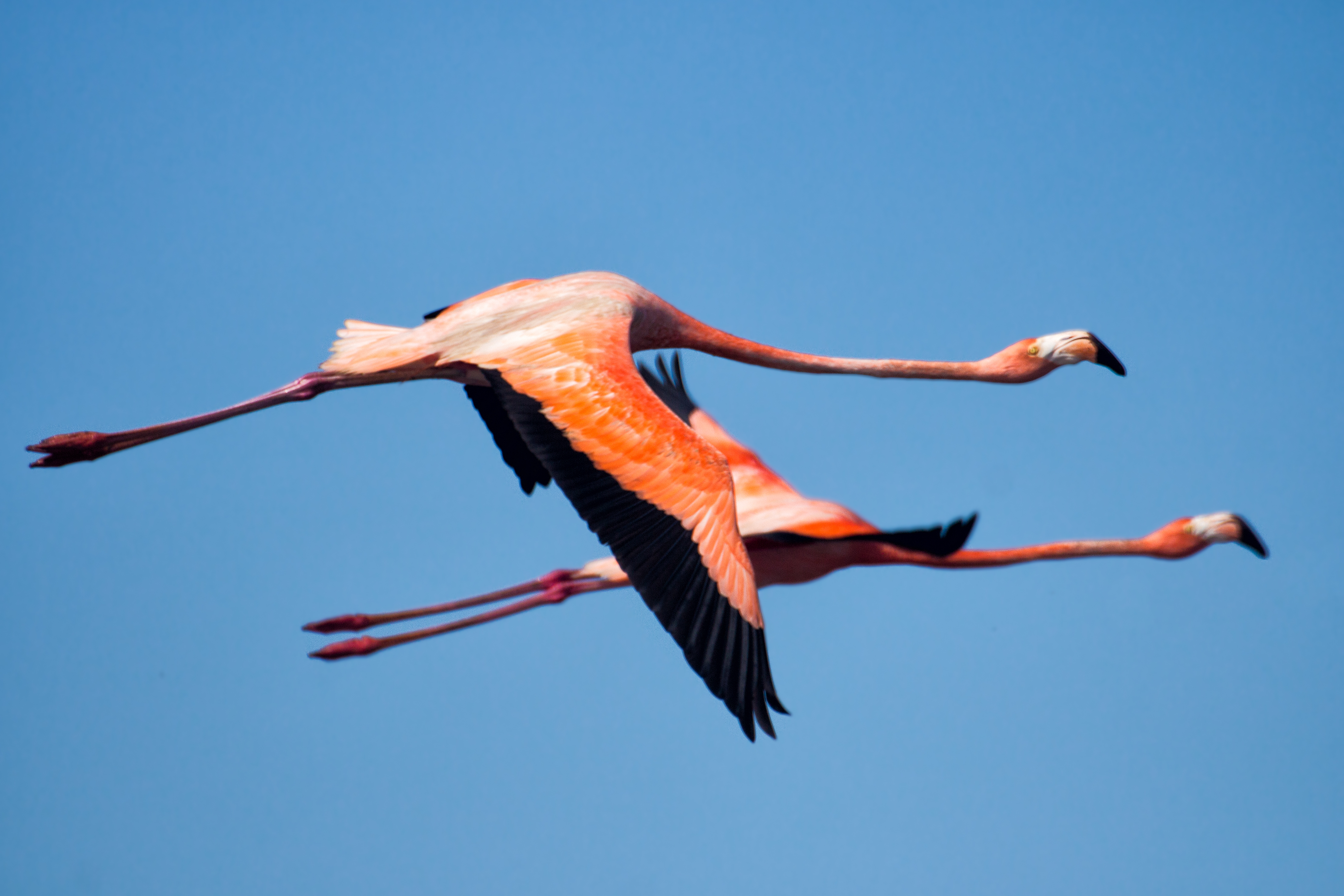
En flygande karibflamingo.

Flamingor blir cirka 80–145 cm och är en långhalsad och långbent vadande fågel med en övervägande rosa eller karminröd fjäderdräkt hos de adulta individerna, där könen är lika. Färgen kommer av karotenoider som är en grupp ämnen som fåglarna får i sig via djur- eller växtplankton. Dessa karotenider bryts ned till pigment av enzymer i levern. Källan till karoteniderna varierar beroende på art, och resulterar i olika färgmättnad i fjäderdräkten. Hos juvenila individer är fjäderdräkten istället gråaktig.
Kroppen är oval och stjärten ganska kort. Huvudet är i proportion litet och även ögonen är relativt små, med gul regnbågshinna. Mellan ögat och näbbroten har fågeln bar ljusrosa hud, i ett närmast trekantigt fält. Halsen har 19 nackkotor, är mycket lång och flexibel. Halsen är anpassad till deras sätt att födosöka, med hjässan vinklad nedåt mot vattenytan. Vingarna är också relativt små i förhållande till kroppen, och har tolv svarta vingpennor vardera. De långa benen och fötterna är varierande rosa, röda eller gula, och fötterna har simhud mellan tårna, där de senare även har små klor. Fåglarna saknar fjädrar på den övre delen av låren, vilket gör det lätt att vada i vatten upp till magen. Fötterna har normalt fyra tår – tre fram och en baktå – undantaget arterna av släktet Phoenicoparrus, som saknar baktå. Simhuden mellan tårna gör att fåglarna kan simma, och förenklar deras rörelser i lera, eftersom fåglarna inte sjunker ner lika lätt i det mjuka underlaget.
Den mycket kraftiga näbben är blekrosa till rosa med svart näbbspets. Näbben är distinkt böjd nedåt i en vinkel som nästan är 90° och undernäbben är betydligt kraftigare än övernäbben vilket är unikt bland fåglarna. Näbben kan delas upp i två grundläggande typer: övernäbb med grund köl (Phoenicopterus) och övernäbb med djup köl (Phoeniconaias och Phoenicoparrus). Övernäbbar med grund köl är mer kompakta och har ett filtreringssystem som är bättre lämpade för att filtrera större organismer, som mollusker och kräftdjur. Näbbar med djup köl är istället mer lämpade för att filtrera mindre organismer, som blågröna bakterier och kiselalger.
Flamingor vars diet är blågröna alger har mörkare färg än de som får i sig födoämnet i andra hand, från djur som i sin tur lever av blågröna alger. Individer som inte får i sig dessa karotenider får inte en rosa, eller rödaktig fjäderdräkt utan förblir gråaktig som ungfåglarna.

## Ekologi

### Habitat

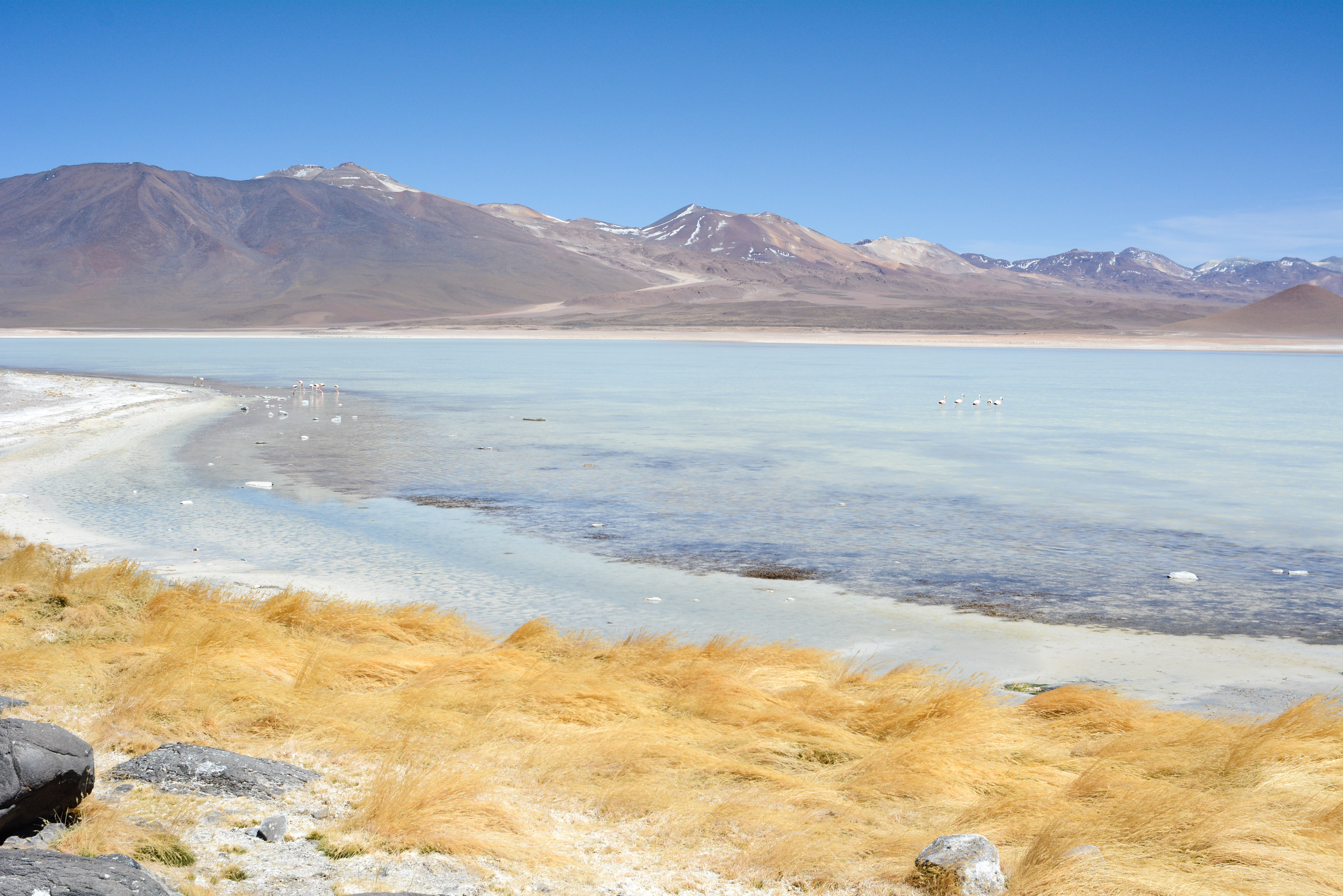
Typisk habitat för flamingo, på altiplano i Bolivia.

Flamingornas habitat är ofta krävande. De föredrar stora grunda insjöar och laguner, som antingen kan vara mycket alkaliska (upp emot pH 8,5–12) eller mycket salina (mer än det dubbla av vanligt sjövatten). Detta är typiskt för sjöar på de enorma saltslätterna som tidvis torkar ut helt eller delvis. I många fall finns där inget annat än mikroskopiskt liv, som alger, bakterier, små kräftdjur och liknande. Ibland ser man dock även flamingor som födosöker i mer vanliga sötvattensjöar.
Flamingor är mycket tåliga fåglar som tål höga koncentrationer av klorid, natriumkarbonat, sulfat och fluorider, samt höga temperaturer (upp till 68 °C). Fåglarna verkar påverkas lite av de frätande förhållandena vid många av dessa vattenkällor, och de dricker vatten från både varma källor och gejsrar, även om vattnet är nära kokpunkten. Dessa fåglar klarar även de kalla vintrarna på altiplano, där temperaturen kan sjunka till −30 °C. Flamingor kan förekomma på höjder upp till cirka 5 000 meter över havsnivå.

### Vokalisering

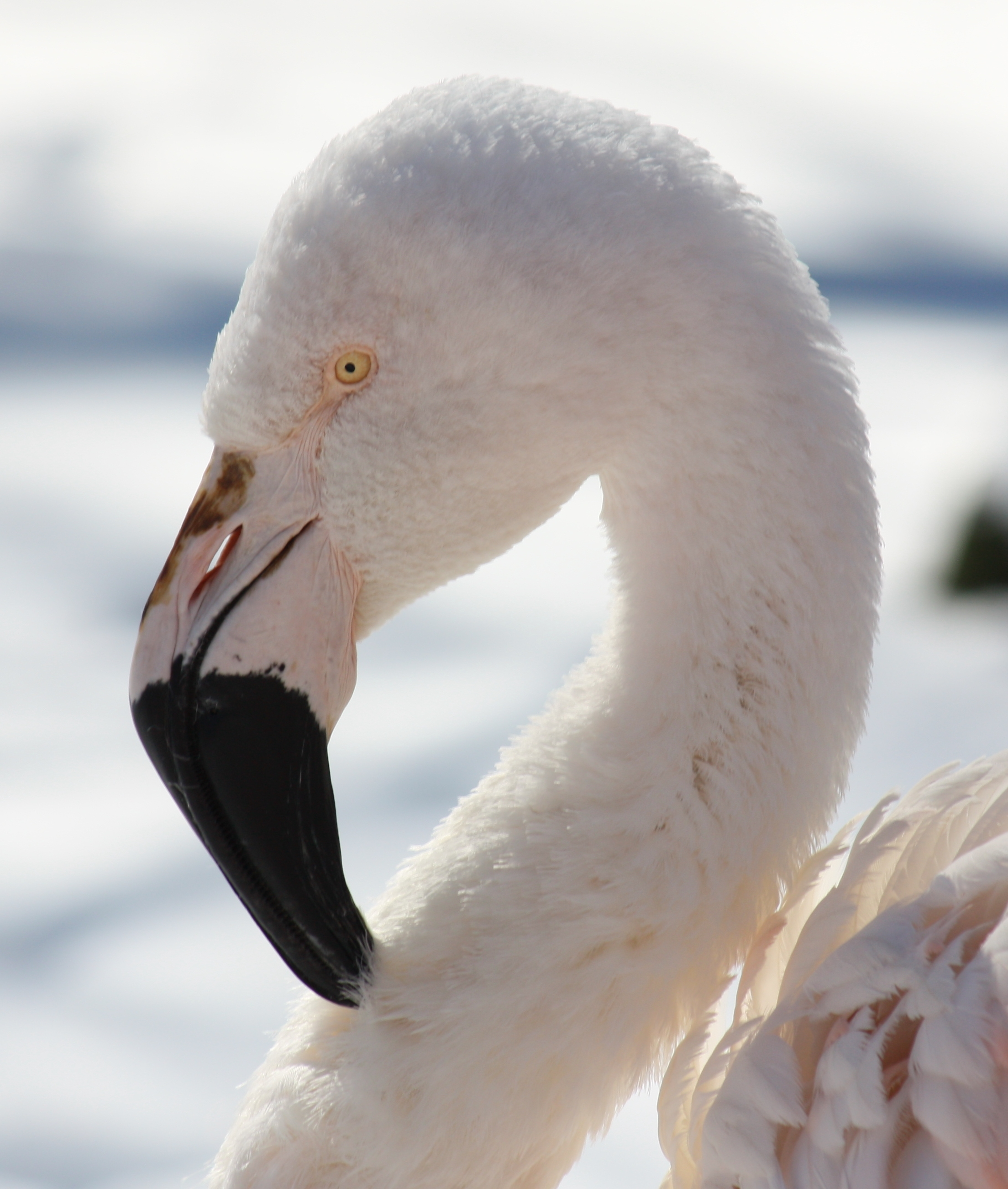
Håriga lameller av keratin filtrerar födan från slam, som rörs upp från botten av fåglarnas fötter. Här chileflamingo (Phoenicopterus chilensis)

Flamingor är relativt vokala fåglar med bra hörsel. Lätena spelar en viktig roll för att hålla ihop flocken och varierar beroende på aktivitet, från lågt tjatter när de äter, till nasala, tutande rop när de flyger. Andra vanliga läten är grymtande eller högljutt spinnande när de visar aggressivitet. Ljuden varierar också mellan de olika arterna. Exempelvis har mindre flamingo en mer högfrekvent tonhöjd än de djupare och mer gåsliknande ropen från större flamingo och karibflamingo. Vokalisering spelar också en betydande roll i den rituella flamingodansen. Under häckningssäsongen är vokaliseringen viktigast för igenkänning mellan föräldrarna och ungen. Det är därför ungarna är väldigt högljudda redan från att de kläcks.

### Ruggning
Flamingor ägnar mycket tid åt att putsa och hålla ordning på fjädrarna. Som hos de flesta fåglar ruggar de, men detta sker med oregelbundna mellanrum. Vanligtvis är det kopplat till häckningen, men inte alltid. Även andelen fjädrar som byts varierar, troligen beroende på fågelns ålder. Vissa ruggar två gånger om året, medan andra bara vartannat år. Under ruggningen kan fåglarna normalt inte flyga, förutom mindre flamingo som ruggar mer eller mindre kontinuerligt och inte har några flygoförmögna perioder.

### Föda

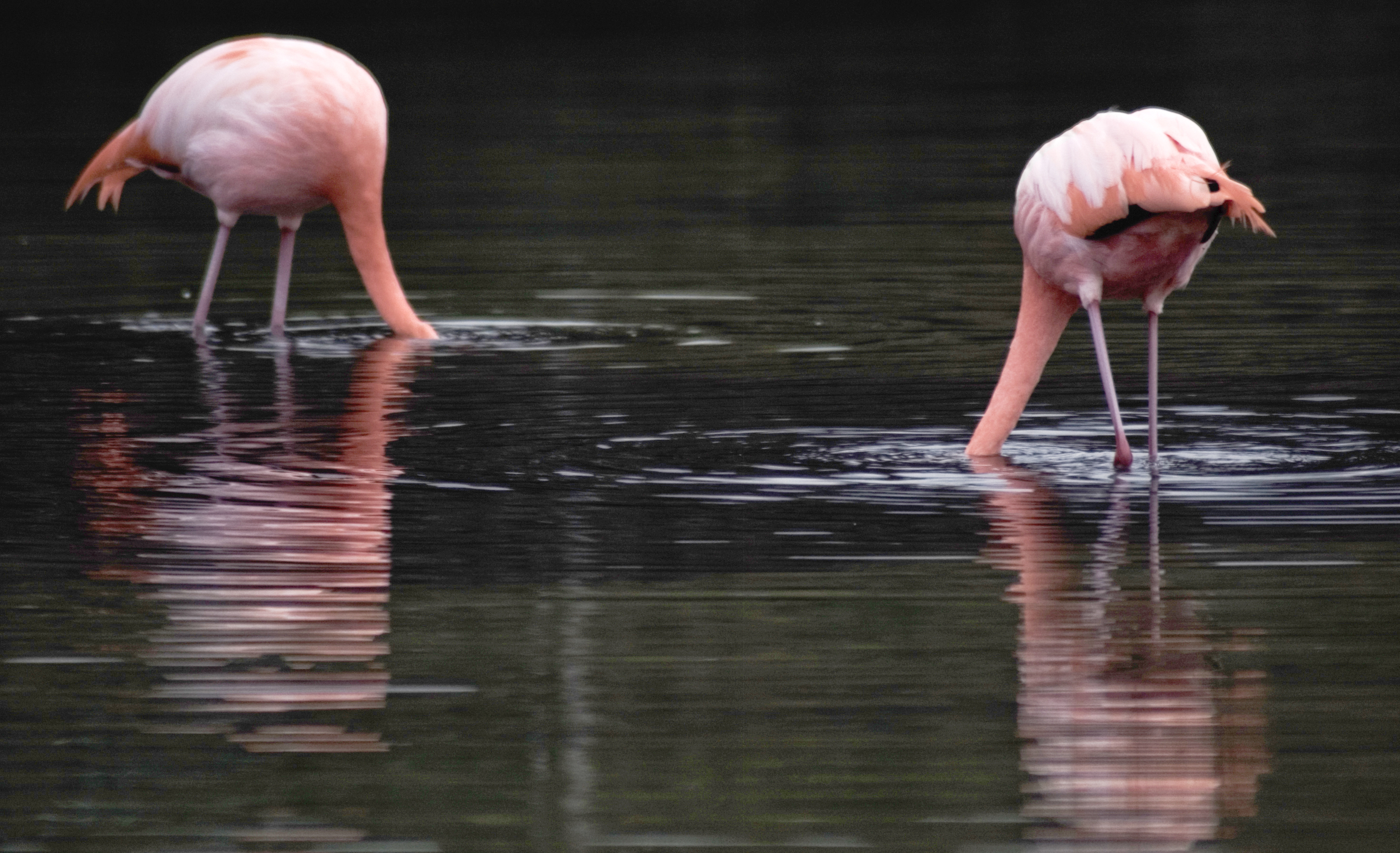
Födosökande karibflamingo på Galápagosöarna.

Alla arter i familjen är filtrerare och födosöker medan de vadar i grunda sjöar och laguner. På många sätt kan födosystemet liknas vid den hos bardvalar, men istället för barder har flamingor lameller (la. lamellae, vilket är behårade keratinplattor). Lamellerna ligger tätt mot varandra på båda sidor om kölen i övernäbben och längs med undernäbbens kanter. Lamellhåren kan höjas eller sänkas efter önskemål, medan längden varierar beroende på art.
En studie från Camargue i Frankrike visar att även om häckande flamingor födosöker under både dagen och natten, äter majoriteten av icke-häckande fåglar nästan uteslutande på natten, medan de sover under dagen. Man trodde länge att detta hade att göra med huvudfödans artemia (Artemia salina) cykler att göra, men nu tror man att det snarare kan ha en termoreglerande effekt eller vara en anpassning för att undvika predatorer eller människor.
Den stora näbben har en karaktäristisk böj ungefär på mitten, så att delar av näbben, vänd uppochned bildar en reservoar som fågeln fyller genom att sticka ned näbben, eller hela huvudet beroende på art, i vattnet för att samla upp flytande organismer. För att komma åt den organiska mikrofaunan som lever på och i bottensedimentet, stampar fåglarna med fötterna på botten, så att leran och organismerna rörs upp och kan fångas med näbben och filtreras. Vatten och andra upplösta partiklar pumpas ut och in i näbben och filtreras genom ett flertal lameller som höjs i baksidan av näbben när vattnet pumpas ut, med hjälp av tungans upprepade, snabba, pumpande, kolvliknande rörelser.
Födan består huvudsakligen av små blötdjur, kräftdjur och olika vatteninsekter och algerer, som blågröna bakterier och kiselalger.

### Förflyttning

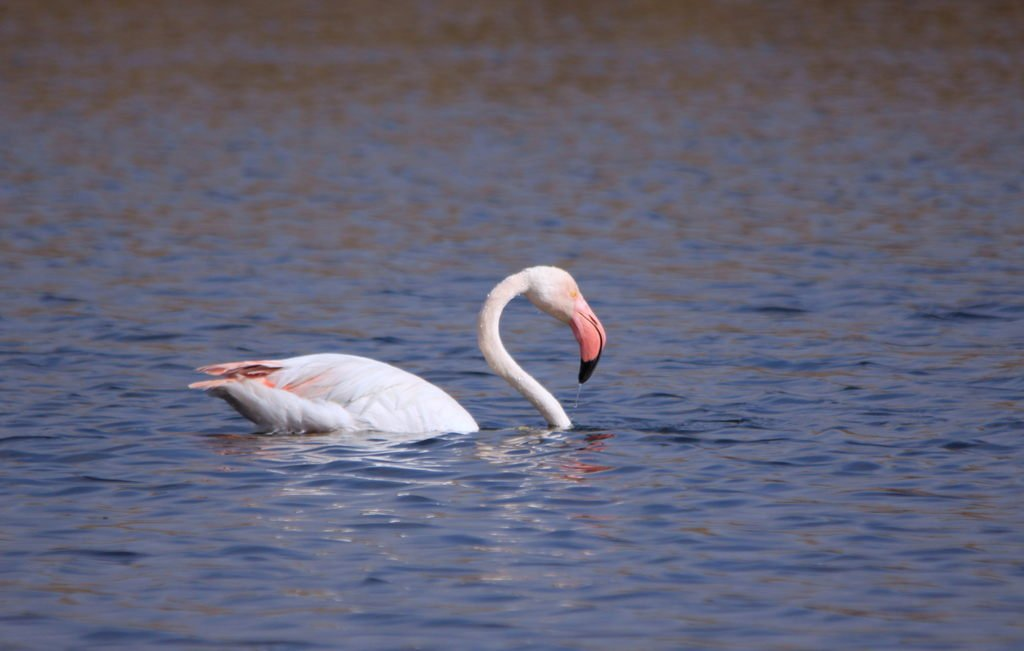
Simmande större flamingo.

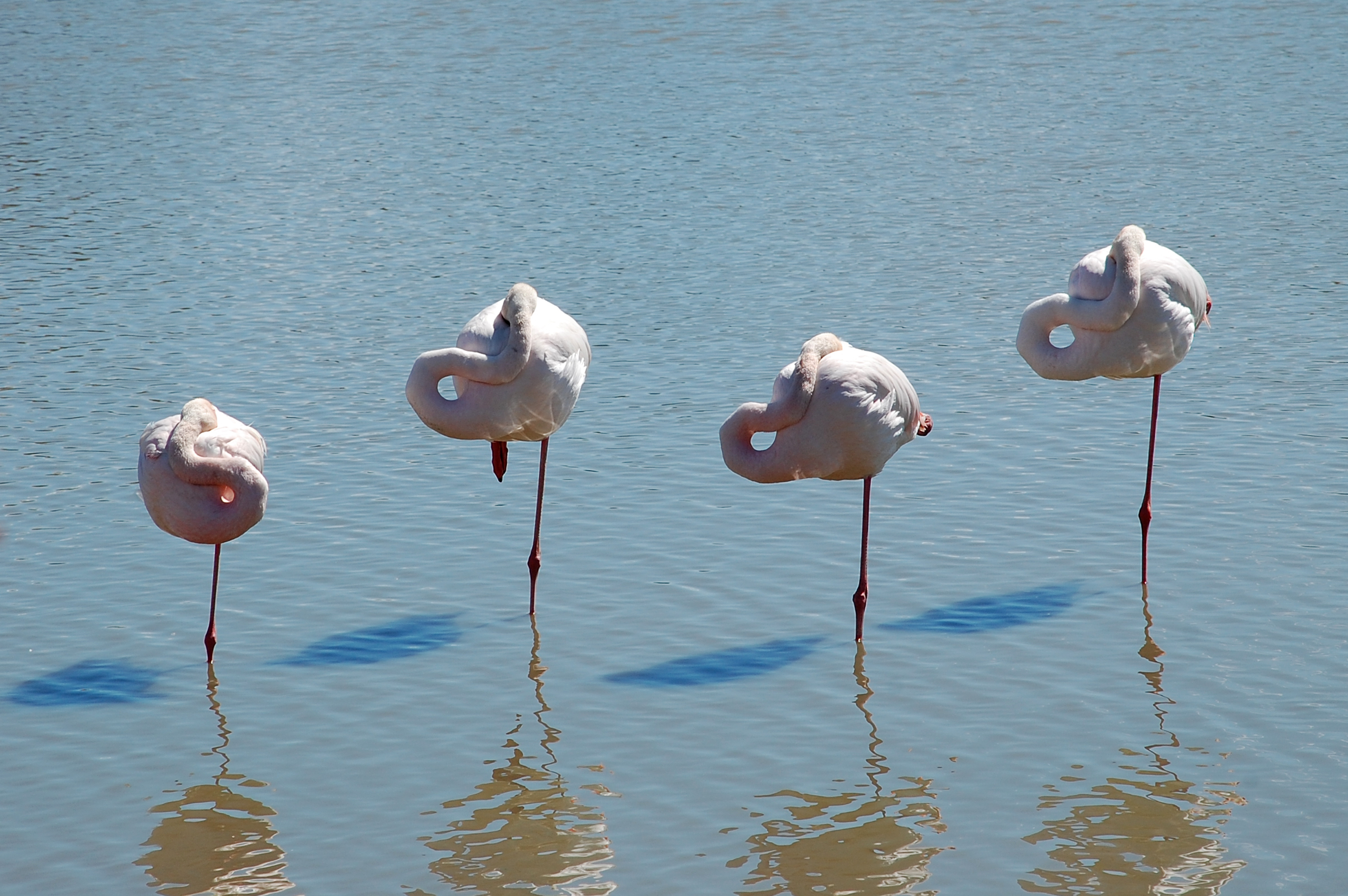
Vilande större flamingo.

Flamingor kan både springa ganska snabbt, är bra simmare och flygare. För att snabbt komma på vingarna springer de medan de slår med vingarna, om det inte är fördelaktig motvind, då de lyfta från stående position. Under flygningen sträcks nacken rakt fram och benen bakåt. Vingslagen är relativt snabba och ganska konstanta. Segelflykt sker under kortare sekvenser  och normalt endast vid landning. Fåglarna, som antingen flyger i rad eller i V-formation för att spara energi, kan nå hastigheter på 50–60 km/h. När de landar måste de springa några steg innan de stannar.
Flamingor är egentligen inte flyttfåglar, men de som lever i områden där vattnet fryser över vintern, vandrar förflyttar sig nedåt till områden med öppet vatten. På altiplano i Anderna fryser många sjöar, men på vissa ställen finns varma källor som håller delar av vattenytan öppen. En del fåglarna kan därför övervintra där. Andra tenderar att migrera längre ner på punan, som ligger på mellan 3 200–3 500 (trädgränsen) och 4 500–5 000  meter över havet (det permanenta snötäcket). Liknande migrationsmönster finns också på andra håll. Det kan dock finnas komplexa orsaker till att fåglarna flyttar, som torka och snö.
Flamingor vilar antingen liggande eller stående på ett ben. Att vila stående på ett ben minskar troligtvis värmeförluster på vintern, men om det är enda orsaken är tveksamt, då de vilar så här året runt. När fåglarna vilar håller de sina huvuden på framsidan av ryggen.

### Häckning

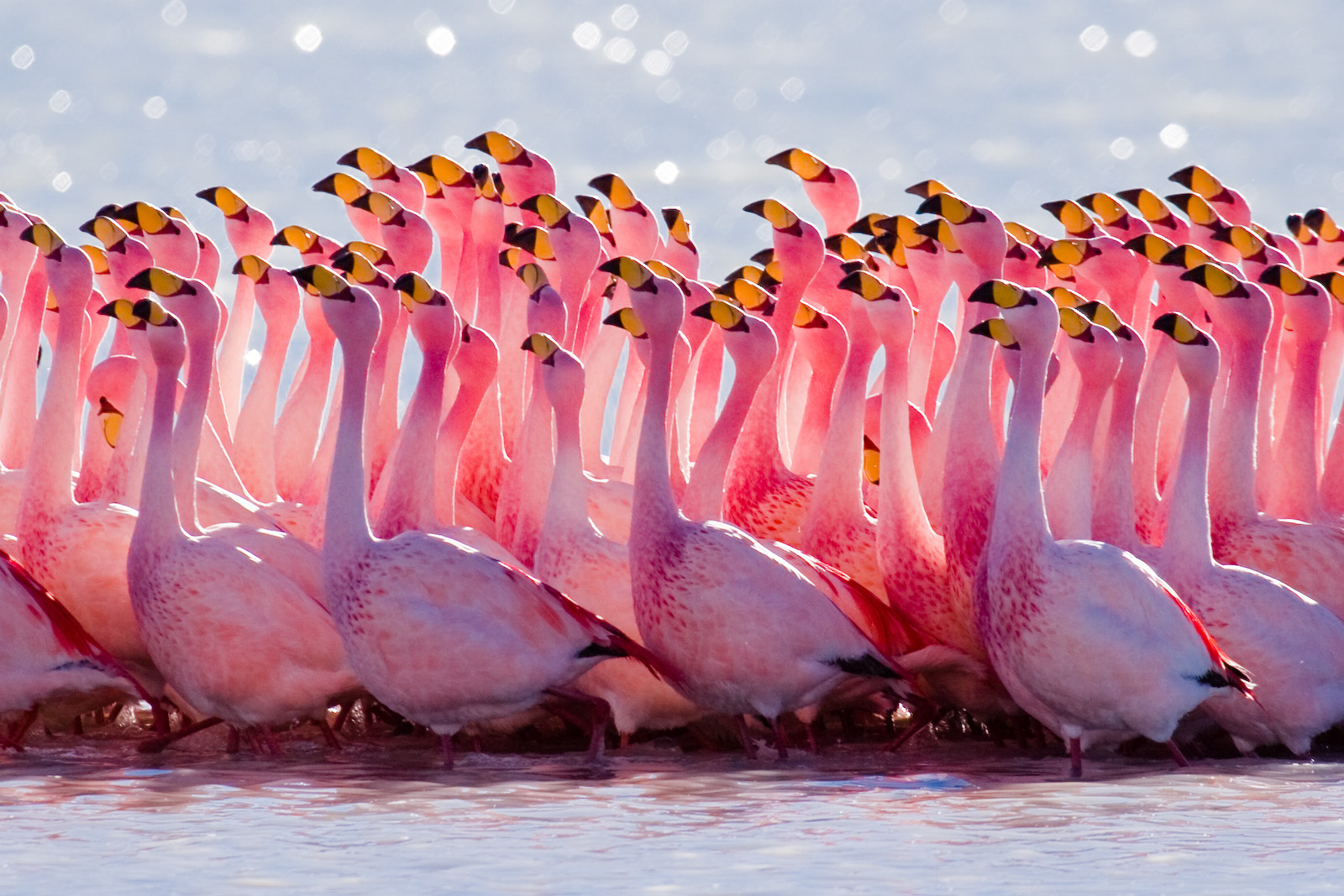
Dansande punaflamingo på Laguna Capina i Bolivia.

Arterna är monogama och bildar starka par, som kan bestå över åren. De mycket sociala fåglarna häckar i enorma kolonier, som kan uppgå till flera tusen eller tiotusentals individer, ibland till och med hundratusentals individer. Vid den mycket sodarika Lake Magadi i Kenya, häckade  1962 cirka 1 100 000 par mindre flamingo.
När flamingor inte födosöker, vilar eller flyger, kan de ofta ses i täta samlingar på marken, där de utför en slags rituell synkroniserad dans eller marsch. Beteendet börjar vanligtvis många månader innan häckningssäsongen, och fortsätter även efteråt. Hundra, tusen eller till och med tiotusentals fåglar rör sig snabbt i synkroniserade rituella poser, där huvudena höjs högt upp i luften och flyttas från sida till sida under snabb marsch, med täta snabba synkrona svängar med nästan militär precision. Forskare tror att beteendet kan stimulera hormoner, så att häckningstiden synkroniseras.

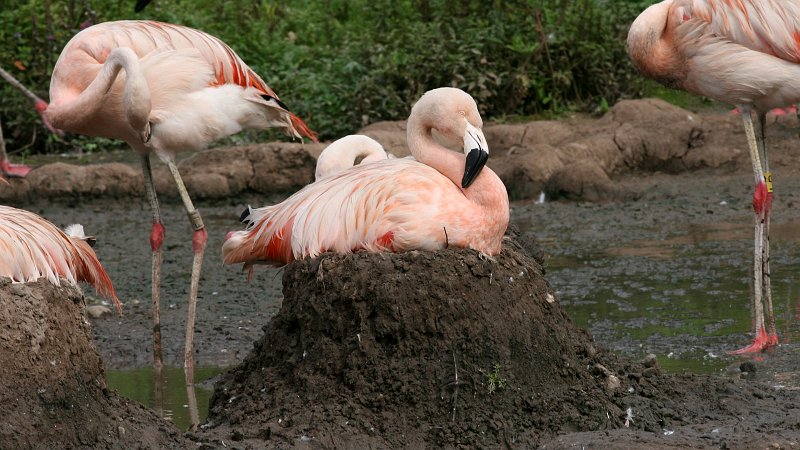
Större flamingo på boet.

Parningsritualen är mycket iögonfallande, men själva parningen sker inte förrän paret har lämnat den stora synkroniserade gruppen. Boet är byggt direkt på marken och gjort av lera, småsten och växtrester. Det är vanligtvis placeradt på en liten höjd och är format som en kon, cirka 30–45 cm högt och 20 cm djupt, och kan likna en liten vulkan. På platser som inte är utsatta för översvämning kan boet vara lägre. Båda könen bygger boet tillsammans.

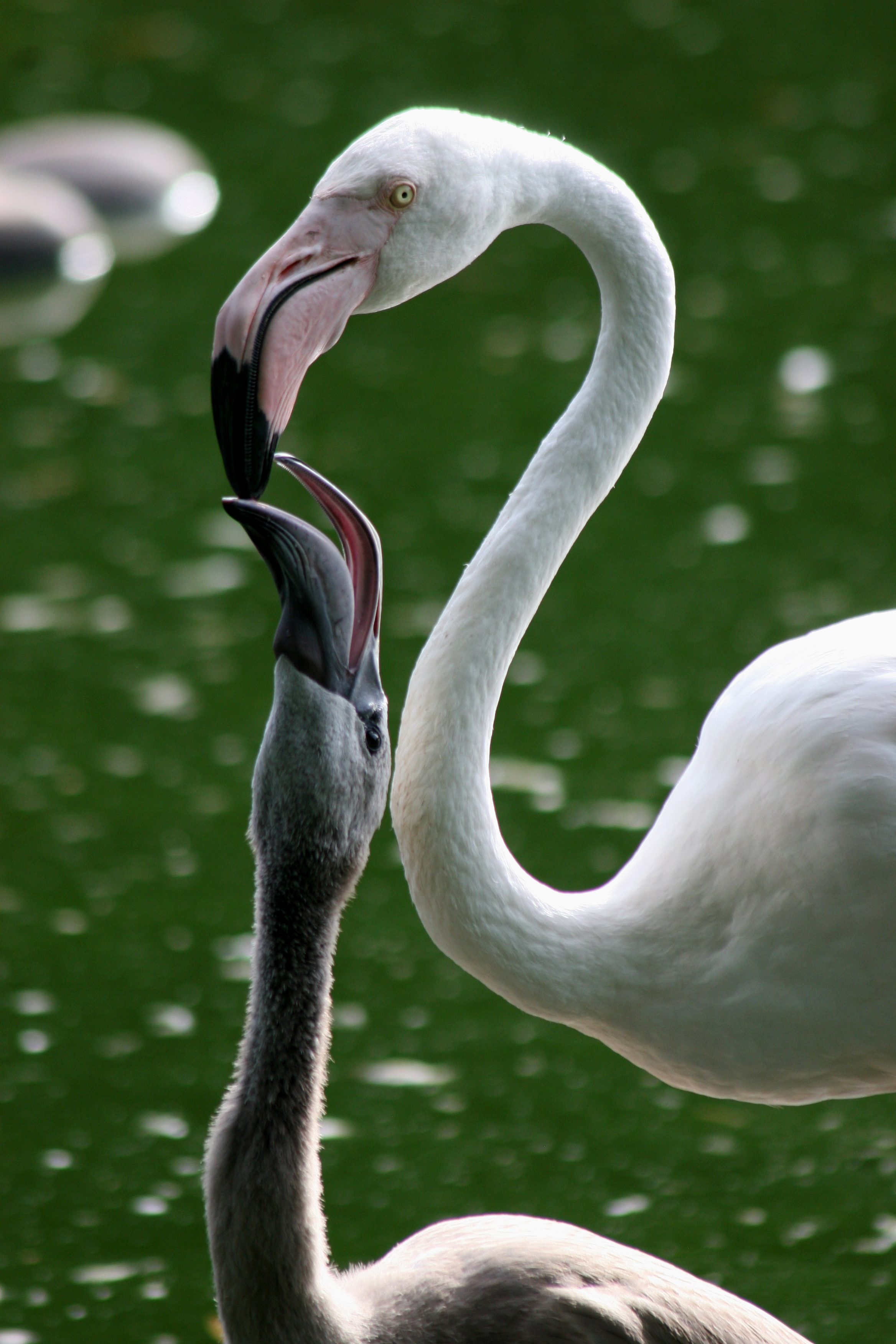
Ungarna matas med krävmjölk, här en större flamingo.

Alla arter lägger nästan alltid bara ett, i undantagsfall två, ägg som är kritvita och ganska stora. Ägget väger vanligtvis 115–140 g, beroende på art. Ruvningstiden är normalt 27–31 dagar, och båda föräldrarna ruvar. De häckar inte varje år.
Ungarna stannar i boet i 5–12 dagar. Bägge föräldrarna hjälper till med matningen, som till en början sker  ganska ofta, ungefär var 45–90 minut, men som mot slutet bara sker en gång om dagen. Till en början består näringen helt av krävmjölk. Denna mycket näringsrika föda är annars bara känd hos duvor, pingviner och hoatzin.
Redan vid 4–6 veckor kan juvenila fåglar födosöka själv, men matningen med krävmjölk fortsätter av och till fram till vecka tio till tolv. Då har den karaktäristiska näbben fått sin form och ungen klarar sig själv. Den kan då gå och simma och lever tillsammans med tusentals andra ungfåglar. Bara en mindre del av dessa överlever och anlägger adult fjäderdräkt. Bland mindre flamingo är det runt 40%. Ägg och ungar blir mat åt predatorer, men största faran är vädret – speciellt översvämningar.
Flamingor blir könsmogna först i 5-6-årsåldern och de individer som lever och anlägger adult fjäderdräkt, blir normalt 20–30 år gamla, men i det vilda kan de till och med blir upp emot 50 år.

## Systematik och utbredning

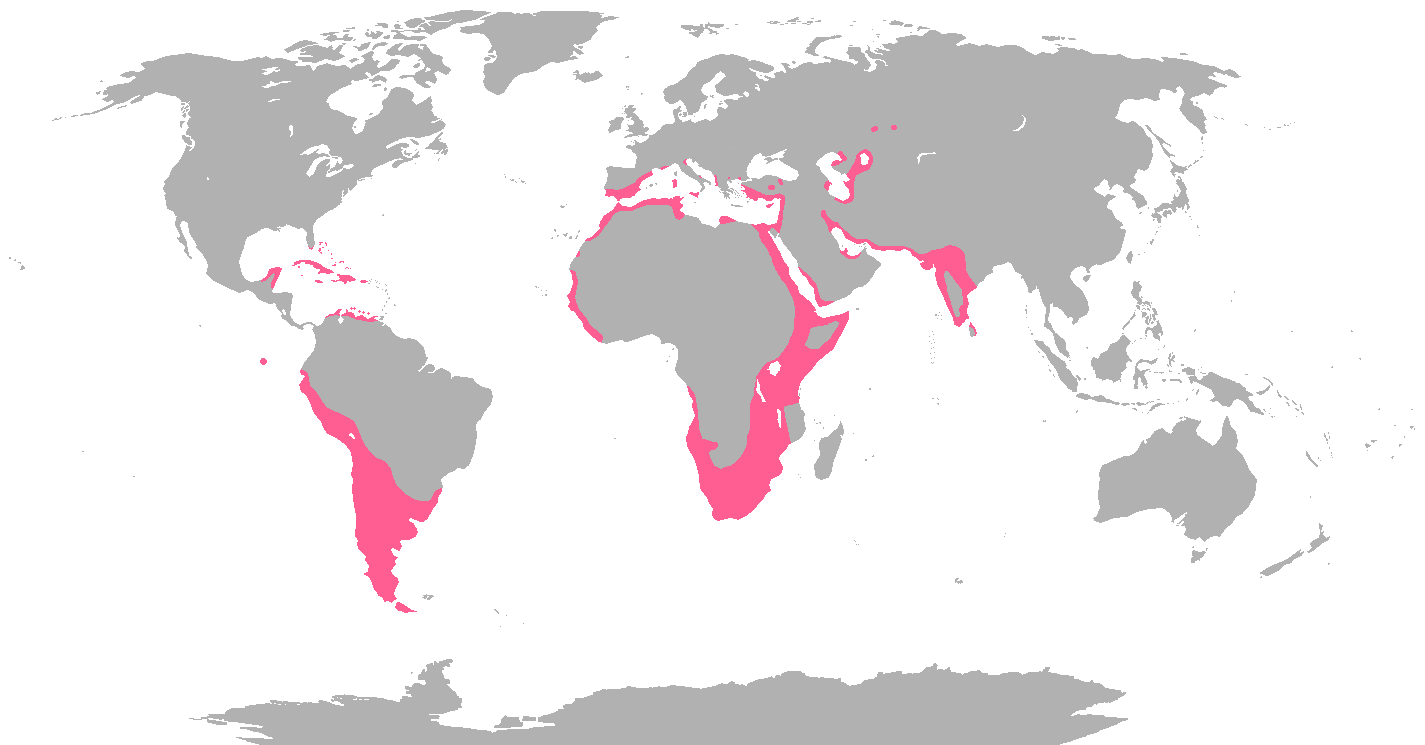
Flamingornas globala utbredning.

Flamingor är en av de äldsta familjegrupperna bland fåglar och förekommer idag vilt i Afrika, sydvästra och centrala Asien, Sydeuropa samt i Syd- och Centralamerika.
De har under lång tid varit en omdiskuterad grupp fåglar vad gäller dess klassificering. Enligt klassisk taxonomi placerades familjen Phoenicopteridae ofta i den egna ordningen Phoenicopteriformes men har även placerats i ordningen storkfåglar (Ciconiiformes). 
Sentida molekylärbiologiska studier har kastat nytt ljus över släktförhållandena. Något förvånande har flamingornas närmaste släktingar visat sig vara de mycket avvikande doppingarna (Podicipedidae). Även morfologiska studier bekräftar släktskapet. Dock skildes de åt för så länge sedan att de placeras i olika ordningar. 
Vilka dessa båga gruppers närmaste släktingar är i sin tur är dock oklart. Flera studier har pekat på att de skulle stå närmast duvor, flyghöns och mesiter, några studier pekar även mot solrallen och kagun. Detta har dock nyligen ifrågasatts av en studie som finner att de olika utvecklingslinjerna som uppstod i och med dinosauriernas utdöende kring K/T-gränsen formades så snabbt att det med nuvarande teknik inte går att säkerställa exakt hur de är släkt med varandra.
Familjen flamingor delas vanligtvis upp i de tre släktena Phoenicopterus, Phoeniconaias och Phoenicoparrus, men det finns egentligen väldigt lite som motiverar en sådan uppdelning, eftersom de inte skiljer sig åt tillräckligt mycket och är förhållandevis unga. Därför föreslås de ibland att slås ihop till antingen det enda släktet Phoenicopterus eller de två släktena Phoenicopterus och Phoenicoparrus. Dock återstår det fortfarande att faktiskt klargöra de interna relationerna mellan arterna i ordningen.

### Arter
Följande lista med sex erkända arter följer Clements et al. 2016:
- Släkte Phoenicopterus
  - Större flamingo (Phoenicopterus roseus) – förekommer i södra och östra Spanien och i Sydfrankrike, och vidare söderut till norra-, västra-, östra- och södra Afrika och Madagaskar, österut till Mellanöstern, Kazakstan, Indien och Sri Lanka.
  - Karibflamingo (Phoenicopterus ruber) – förekommer i Karibien, samt ett isolerat bestånd på Galapagosöarna.
  - Chileflamingo (Phoenicopterus chilensis) – förekommer i västra centrala Ecuador och söderut genom Anderna till Tierra del Fuego, och vidare till sydligaste Brasilien och Uruguay.
- Släkte Phoeniconaias
  - Mindre flamingo (Phoeniconaias minor) – förekommer i Riftdalen i Östafrika, Namibia, Botswana, Södra Afrika, Mauritanien, Senegal och nordvästra Indien och Pakistan.
- Släkte Phoenicoparrus
  - Punaflamingo (Phoenicoparrus jamesi) – förekommer i Anderna, i allra sydligaste Peru, västra Bolivia, norra Chile och nordvästra Argentina.
  - Andinsk flamingo (Phoenicoparrus andinus) – förekommer i Anderna, från sydligaste Peru genom Bolivia och till norra Chile och nordvästra Argentina.

De förhistoriska flamingofåglarna förs till den egna familjen Palaelodidae.

## Flamingon och människan

### Namn
Det vetenskapliga släktnamnet Phoenicoparrus är en sammansättning av de båda grekiska orden phoenico (φοινικος), som betyder karminröd, och pterus (πτερος), som betyder bevingat. Detta härleds av grekiskans phoinix (φοινιξ), i betydelsen fenixs, och pteron (πτερον), i betydelsen vinge.
Trivialnamnet "flamingo" har troligtvis portugisiskt utsprung (flamengo) och härstammar från det provensalska ordet flamenc, som kan vara en avledning av det latinska ordet flamma (i betydelsen flamma). Namnet är förmodligen alltså kopplat till arternas flammande röda fjäderdräkt.

### Status och hot
Flamingor är globalt inte särskilt hotade, men kan vara det lokalt. Den andinska flamingon (P. andinus) kategoriseras som sårbar enligt IUCN, medan de andra antingen är nära hotade eller livskraftiga. Alla arter är listad på CITES lista II, som inkluderar arter med internationella restriktioner för handel för att säkerställa artens överlevnad.
De största hoten är sannolikt ägginsamling och utsättning av fisk, som konkurrerar om födan i annars fiskfria eller fiskfattiga sjöar. Sänkning av vattennivåer eller uppdämning av sjöar kan också utgöra ett hot mot arterna.

### I kulturen
En grottmålning av en flamingo, funnen i södra Spanien och daterad till cirka 5 000 f.Kr., är ett av de äldsta bevisen på mänsklig kontakt med dessa fåglar. De forntida egyptierna använde en silhuett av en flamingo som hieroglyf för färgen röd, ett tecken som också representerade reinkarnationen av solguden Ra. Under den tidiga kristna eran förknippade många flamingor med inkarnationen av den legendariska fågeln Fenix, den odödliga röda fågeln som reste sig ur sin egen aska. I det antika romerska riket ansågs flamingotungor vara en kejserlig delikatess, medan fågeln dyrkades av Mocheindianerna i Peru, som också använde fjädrar från chileflamingon till deras traditionella huvudbonad.

#### Kopplingen till flamencon
En hypotes är att flamingornas spelbeteende med sitt kollektiva rörelsemönster skulle ha influerat den spanska flamencodansen, men det är svårt att bevisa och avvisas oftast som osant. Namnet Flamenco uppstod dock ungefär samtidigt som Carl von Linnés beskrivning 1758 av Phoenicopterus ruber, som då var synonym med flamingo, och som mest förekommer i Spanien och Portugal, där uttrycket också har sitt ursprung. Det vetenskapliga efternamnet Phoenicopteridae pekar dock på färgen röd.